# Lijst van personen geboren in 1944
Dit is een lijst van bekende personen geboren in het jaar 1944.

### januari
- 1 - Omar al-Bashir, Soedanees generaal en president-dictator (1993-2019)
- 1 - Jan De Wilde, Vlaams zanger
- 1 - Ton van de Ven, Nederlands ontwerper (overleden 2015)
- 2 - Willy Dobbe, Nederlands presentatrice
- 2 - Péter Eötvös, Hongaars componist en dirigent (overleden 2024)
- 2 - George Hungerford, Canadees roeier
- 3 - Ramiro Blacutt, Boliviaans voetballer en voetbalcoach (overleden 2024)
- 3 - Felix Sperans, Belgisch schrijver
- 3 - Elsje de Wijn, Nederlands actrice
- 4 - Narciso Doval, Argentijns voetballer (overleden 1991)
- 5 - Jan de Vries, Nederlands motorcoureur (overleden 2021)
- 6 - Bonnie Franklin, Amerikaans actrice (overleden 2013)
- 6 - Alan Stivell, Bretoens zanger, musicus en instrumentenbouwer
- 9 - Jimmy Page, Brits gitarist
- 12 - Joe Frazier, Amerikaans bokser (overleden 2011)
- 12 - Vlastimil Hort, Tsjechisch-Duits schaker (overleden 2025)
- 13 - Chris von Saltza, Amerikaans zwemster
- 14 - Willy Mertens (atleet), Belgisch atleet
- 15 - Alfredo Liongoren, Filipijns kunstenaar
- 15 - Ivar Lunde jr., Noors componist
- 16 - Thomas Fritsch, Duits (stem)acteur en schlagerzanger (overleden 2021)
- 17 - Françoise Hardy, Frans zangeres en actrice (overleden 2024)
- 18 - Relus ter Beek, Nederlands politicus (overleden 2008)
- 18 - Alexander Van der Bellen, Oostenrijks econoom en politicus
- 18 - Paul Keating, Australisch politicus
- 18 - Francisco Rezek, Braziliaans hoogleraar, politicus en rechter
- 20 - Isao Okano, Japans judoka
- 23 - Rutger Hauer, Nederlands acteur (overleden 2019)
- 25 - Ion Dolănescu, Roemeens politicus en zanger (overleden 2009)
- 25 - Anita Pallenberg, Italiaans-Duits actrice en model (overleden 2017)
- 26 - Jeanne Adema, Nederlands kunstenares
- 26 - Angela Davis, Amerikaans activiste, schrijfster en filosofe
- 27 - Kevin Coyne, Brits musicus, schrijver en schilder (overleden 2004)
- 27 - Nick Mason, Brits drummer
- 28 - Arnold Mühren, Nederlands basgitarist
- 28 - Achim Reichel, Duits zanger
- 29 - Julia García-Valdecasa, Spaans minister (overleden 2009)
- 29 - Andrew Oldham, Brits muziekmanager (The Rolling Stones)
- 29 - Hans Plomp, Nederlands schrijver en dichter (overleden 2024)
- 29 - Pauline van der Wildt, Nederlands zwemster
- 31 - Ivo Opstelten, Nederlands liberaal politicus

### februari
- 1 - Henri Depireux, Belgisch voetballer (overleden 2022)
- 1 - Mike Enzi,  Amerikaans Republikeins politicus (overleden 2021)
- 2 - Andrew Davis, Brits dirigent (overleden 2024)
- 2 - Geoffrey Hughes, Brits acteur (overleden 2012)
- 2 - Oscar Malbernat, Argentijns voetballer en voetbaltrainer (overleden 2019)
- 3 - Karel Wakker, Nederlands ruimtevaartkundige en hoogleraar ruimtevaarttechniek (overleden 2025)
- 4 - Gennadi Jevrjoezjchin, Russisch voetballer (overleden 1998)
- 4 - Miklós Páncsics, Hongaars voetballer (overleden 2007)
- 4 - Willem Scholten, Nederlands ondernemer en bestuurder (overleden 2017)
- 4 - Truus Wilders-IJlst, Nederlands beeldhouwster (overleden 2019)
- 5 - Al Kooper, Amerikaans musicus, liedschrijver en muziekproducent
- 5 - Wim Kras, Nederlands voetballer (overleden 2023)
- 5 - Dominique Lecourt, Frans (wetenschaps)filosoof (overleden 2022)
- 6 - Christine Boutin, Frans politica
- 7 - Berend-Jan van Voorst tot Voorst, Nederlands politicus (overleden 2023)
- 8 - Leonid Mikitenko, Sovjet-Russisch/Kazachs atleet
- 8 - Sebastião Salgado, Braziliaans fotograaf (overleden 2025)
- 8 - Alexander Vencel, Tsjechoslowaaks voetballer
- 9 - Alice Walker, Amerikaans schrijfster
- 13 - Odi Bouwmans, Nederlands burgemeester (overleden 2020)
- 13 - Stockard Channing, Amerikaans actrice
- 13 - Jerry Springer, Amerikaans tv-presentator (overleden 2023)
- 14 - Carl Bernstein, Amerikaans journalist
- 14 - Alan Parker, Brits filmregisseur en scenarioschrijver (overleden 2020)
- 15 - Dzjochar Doedajev, Tsjetsjeens politicus (overleden 1996)
- 15 - Tineke Netelenbos, Nederlands politica
- 16 - Regine Heitzer, Oostenrijks kunstschaatsster
- 18 - Fred Bekky, Belgisch zanger en componist (overleden 2025)
- 20 - Willem van Hanegem, Nederlands voetballer en voetbaltrainer
- 22 - Jorge de Bagration, Spaans-Georgisch autocoureur (overleden 2008)
- 22 - Jonathan Demme, Amerikaans regisseur en scenarioschrijver (overleden 2017)
- 22 - Tom Okker, Nederlands tennisser
- 23 - Florian Fricke, Duits musicus (overleden 2001)
- 23 - Oleg Jankovski, Russisch acteur (overleden 2009)
- 23 - Johnny Winter, Brits blues-gitarist (overleden 2014)
- 24 - Nicky Hopkins, Engels toetsenist (overleden 1994)
- 24 - Nicola Orengo (Nico), Italiaans schrijver, journalist en dichter (overleden 2009)
- 24 - Ivica Račan, Kroatisch politicus (overleden 2007)
- 26 - Chris Arlman, Nederlands burgemeester (overleden 2008)
- 26 - Vladimir Kaplitsjny, Sovjet-voetballer en trainer (overleden 2004)
- 26 - Ilja Keizer-Laman, Nederlands atlete
- 26 - Corrie Winkel, Nederlands zwemster
- 27 - Roger Scruton, Brits filosoof en schrijver (overleden 2020)
- 28 - Kelly Bishop, Amerikaans actrice
- 28 - Loek Dikker, Nederlands pianist, dirigent, arrangeur en componist
- 28 - Sepp Maier, Duits voetballer
- 28 - Storm Thorgerson, Brits kunstenaar en tekenaar (overleden 2013)
- 29 - David Briggs, Amerikaans muziekproducent (overleden 1995)
- 29 - Dennis Farina, Amerikaans acteur (overleden 2013)
- 29 - Oleksandr Moroz, Oekraïens politicus

### maart
- 1 - Roger Daltrey, Brits zanger
- 1 - John Kanzius, Amerikaans uitvinder (overleden 2009)
- 2 - Leif Segerstam, Fins componist en dirigent (overleden 2024)
- 3 - Rita Hovink, Nederlands zangeres (overleden 1979)
- 4 - Bobby Womack, Amerikaans zanger (overleden 2014)
- 5 - Élisabeth Badinter, Frans filosofe en feministe
- 6 - Michael Eitan, Israëlisch politicus (overleden 2024)
- 6 - Kiri Te Kanawa, Nieuw-Zeelands operazangeres
- 6 - Mary Wilson, Amerikaans zangeres (The Supremes) (overleden 2021)
- 7 - Townes Van Zandt, Amerikaans singer-songwriter en dichter (overleden 1997)
- 10 - Roland Borrey, Belgisch atleet
- 10 - Greta Van Langendonck, Belgisch actrice (overleden 2015)
- 10 - Willy Van Neste, Belgisch wielrenner
- 11 - Frank Rühle, Oost-Duits roeier
- 15 - Emmerich Danzer, Oostenrijks kunstschaatser
- 17 - John Sebastian, Amerikaans muzikant
- 17 - Juan Ramón Verón, Argentijns voetballer (overleden 2025)
- 19 - Eddy Beugels, Nederlands wielrenner (overleden 2018)
- 20 - Dieter Grahn, Oost-Duits roeier
- 21 - Cox Habbema, Nederlands actrice, theaterdirectrice en -regisseuse (overleden 2016)
- 21 - Lorene Yarnell, Amerikaans danseres en mime-artieste (overleden 2010)
- 22 - Tony McPhee, Brits bluesgitarist en zanger (overleden 2023)
- 24 - Evert ten Napel, Nederlands sportverslaggever
- 25 - Hans-Jürgen Walter, Duits oprichter van de gestalttheoretische psychotherapie
- 25 - Sylvia Willink-Quiël, Nederlands schilderes en beeldhouwster
- 26 - Maïté Duval, Frans-Nederlands beeldhouwster en tekenares (overleden 2019)
- 26 - Janusz Kowalik, Pools-Nederlands voetballer en voetbaltrainer
- 26 - Diana Ross, Amerikaans zangeres
- 26 - Walter Van Renterghem, Belgisch atleet
- 28 - Rick Barry, Amerikaans basketballer
- 28 - Ken Howard, Amerikaans acteur (overleden 2016)
- 28 - Krunoslav Slabinac, Kroatisch zanger (overleden 2020)
- 29 - Terry Jacks, Canadees zanger
- 29 - Hans Lesterhuis, Nederlands KNVB-bestuurder en burgemeester (overleden 2009)
- 30 - Gerrit Komrij, Nederlands dichter en publicist (overleden 2012)
- 30 - Bram Wassenaar, Nederlands atleet
- 31 - Sjoerd Elzer, Nederlands graficus en kunstschilder (overleden 2023)
- - Sjaak Hubregtse, Nederlands neerlandicus en publicist (overleden 2007)

### april
- 1 - Gerrit Berveling, Nederlands esperantist
- 1 - Theo Hiddema, Nederlands advocaat en politicus
- 1 - Laura Toscano, Italiaans (scenario)schrijfster (overleden 2009)
- 2 - Rodolfo Fischer, Argentijns voetballer (overleden 2020)
- 3 - Robert Goebbels, Luxemburgs politicus
- 4 - Magda Aelvoet, Vlaams politica
- 4 - Bob McDill, Amerikaans songwriter
- 4 - Craig T. Nelson, Amerikaans acteur
- 4 - Erik Pettersson, Zweeds wielrenner
- 4 - Nelson Prudêncio, Braziliaans atleet (overleden 2012)
- 5 - Willeke van Ammelrooy, Nederlands actrice
- 5 - Hiroyuki Hosoda, Japans politicus (overleden 2023)
- 5 - Willy Planckaert, Belgisch wielrenner
- 7 - André Landzaat, Nederlands acteur
- 7 - Gerhard Schröder, Duits politicus (SPD); bondskanselier 1998-2005
- 8 - Burny Bos, Nederlands producent, scenario- en kinderboekenschrijver (overleden 2023)
- 10 - Jørgen Jensen, Deens atleet (overleden 2009)
- 11 - Joke Kersten, Nederlands politica en bestuurder (overleden 2020)
- 13 - Alexander Münninghoff, Nederlands journalist en schrijver (overleden 2020)
- 14 - Philip Jackson, Brits beeldhouwer
- 15 - Dave Edmunds, Brits muzikant en zanger
- 15 - Kunishige Kamamoto, Japans voetballer en politicus (overleden 2025)
- 16 - Johan Olde Kalter, Nederlands journalist en hoofdredacteur (overleden 2008)
- 16 - Marcel Van Langenhove, Belgisch voetbalscheidsrechter
- 16 - Jaap van der Niet, Nederlands voetbalscheidsrechter (overleden 2025)
- 16 - Elmar Wepper, Duits acteur (overleden 2023)
- 17 - Matthijs van Heijningen, Nederlands filmproducent
- 18 - Robert Hanssen, Amerikaans FBI-agent en KGB-spion (overleden 2023)
- 18 - Albin Planinc, Sloveens schaakgrootmeester (overleden 2008)
- 19 - Yves-Marie Maurin, Frans acteur (overleden 2009)
- 19 - Jac Nellemann, Deens autocoureur
- 20 - Frits Bom, Nederlands programmamaker en tv-presentator (overleden 2017)
- 21 - Ton Blok, Nederlands atleet en pikeur (overleden 2021)
- 21 - Eduardo Flores, Argentijns voetballer (overleden 2022)
- 22 - Steve Fossett, Amerikaans miljonair en ballonvaarder (overleden 2008)
- 25 - Julio Montero, Uruguayaans voetballer
- 25 - Einar Steen-Nøkleberg, Noors pianist
- 26 - Salvatore Samperi, Italiaans filmregisseur (overleden 2009)
- 28 - Pieter Baas, Nederlands botanicus (overleden 2024)
- 28 - Jean-Claude Van Cauwenberghe, Belgisch politicus
- 30 - Paddy Chambers, Brits zanger, gitarist en songwriter (overleden 2000)
- 30 - Bernard Rossignol, Belgisch aatleet

### mei
- 1 - Anna-Lena, Zweeds schlagerzangeres (overleden 2010)
- 1 - Costa Cordalis, Grieks-Duits schlagerzanger (overleden 2019)
- 1 - Paul Poels, Belgisch atleet
- 4 - Dave, Nederlands zanger
- 4 - Paul Gleason, Amerikaans acteur (overleden 2006)
- 5 - Roman Dzjindzjichasjvili, Georgisch-Amerikaans schaker en schaaktrainer
- 5 - Bo Larsson, Zweeds voetballer (overleden 2023)
- 5 - Christian de Portzamparc, Frans architect en planoloog
- 6 - Robert Loesberg, Nederlands schrijver (overleden 1990)
- 7 - Richard O'Sullivan, Brits acteur
- 8 - Shailaja Acharya, Nepalees politica (overleden 2009)
- 8 - Gary Glitter, Brits rock-'n-rollzanger
- 9 - Richie Furay, Amerikaanse singer-songwriter
- 9 - Lars Norén, Zweeds toneelschrijver (overleden 2021)
- 9 - Laurence Owen, Amerikaans kunstschaatsster (overleden 1961)
- 10 - Barcímio Sicupira Júnior, Braziliaans voetballer
- 11 - Wim van den Dungen, Nederlands voetballer (overleden 2025)
- 12 - Ágnes Babos, Hongaars handbalster (overleden 2020)
- 12 - Chris Patten, Brits politicus
- 12 - James Purify, Amerikaans R&B-zanger (overleden 2021)
- 13 - Uwe Barschel, Duits politicus (overleden 1987)
- 13 - Aman Toelejev, Russisch politicus (overleden 2023)
- 14 - George Lucas, Amerikaans regisseur en filmproducent
- 15 - Miruts Yifter, Ethiopisch atleet (overleden 2016)
- 18 - Albert Hammond, Amerikaans zanger
- 18 - Rosika Verberckt, Belgisch atlete
- 19 - Peter Hindley, Brits voetballer (overleden 2021)
- 20 - Joe Cocker, Brits zanger (overleden 2014)
- 20 - Boudewijn de Groot, Nederlands zanger
- 20 - Dietrich Mateschitz, Oostenrijks ondernemer; oprichter van Red Bull (overleden 2022)
- 21 - Mary Robinson, Iers commissaris Mensenrechten van de VN, president van Ierland
- 21 - Louis Wierts, Nederlands beeldhouwer
- 22 - John Flanagan, Australisch schrijver
- 23 - John Newcombe, Australisch tennisser
- 23 - Heleen Sancisi-Weerdenburg, Nederlands hoogleraar (overleden 2000)
- 24 - Susana Baca, Peruviaans zangeres
- 24 - Patti LaBelle, Amerikaans zangeres
- 24 - Christon Tembo, Zambiaans politicus (overleden 2009)
- 25 - Frank Oz, Amerikaans filmregisseur en Muppet-poppenspeler
- 26 - Sam Posey, Brits autocoureur
- 27 - Pleun Strik, Nederlands voetballer (overleden 2022)
- 27 - Bruno Vespa, Italiaans journalist
- 28 - Rudy Giuliani, Amerikaans politicus
- 28 - Gladys Knight, Amerikaans zangeres
- 28 - Sondra Locke, Amerikaans actrice en regisseuse (overleden 2018)
- 29 - Helmut Berger, Oostenrijks acteur (overleden 2023)
- 30 - Lenny Davidson, Brits gitarist (The Dave Clark Five)

### juni
- 1 - Freddy Herbrand, Belgisch atleet
- 2 - Ben Lesterhuis, Nederlands atleet (overleden 2016)
- 2 - Willem Ouweneel, Nederlands bioloog, filosoof en theoloog
- 3 - Edith McGuire, Amerikaans atlete
- 4 - Michelle Phillips, Amerikaans zangeres
- 5 - Jon Kabat-Zinn, Amerikaans hoogleraar
- 5 - Carel Peeters, Nederlands literair criticus
- 5 - Tommie Smith, Amerikaans atleet
- 5 - Colm Wilkinson, Iers musicalacteur en zanger
- 7 - Annette Lu, Taiwanees politica
- 8 - Boz Scaggs, Amerikaans muzikant
- 10 - Eegje Schoo, Nederlands politica (VVD)
- 11 - Barrie Stevens, Btits-Nederlands danser, choreograaf, acteur en regisseur
- 13 - Ban Ki-moon, Zuid-Koreaans diplomaat en politicus
- 13 - Wil Willems, Nederlands atleet (overleden 2011)
- 16 - Firmin Dupulthys, Belgisch politicus (overleden 2025)
- 17 - Annemie Neyts, Belgisch politica
- 18 - Ab Krook, Nederlands schaatscoach (overleden 2020)
- 18 - Sandy Posey, Amerikaans zangeres
- 20 - Edmund Czihak, Duits motorcoureur
- 20 - John McCook, Amerikaans acteur
- 20 - Bert van Sprang, Nederlands bestuurder (overleden 2015)
- 21 - Ray Davies, Brits zanger en gitarist
- 21 - Jon Hiseman, Brits drummer (overleden 2018)
- 21 - Frans Luitjes, Nederlands atleet (overleden 1965)
- 21 - Tony Scott, Brits filmregisseur (overleden 2012)
- 22 - Gérard Mourou, Frans natuurkundige en Nobelprijswinnaar
- 22 - Miel Vanattenhoven, Vlaams radioproducer en concertorganisator (overleden 2008)
- 23 - Pascal Mercier, Zwitsers filosoof en schrijver (overleden 2023)
- 24 - Jeff Beck, Brits gitarist (overleden 2023)
- 24 - Eddy Jharap, Surinaams zakenman
- 24 - Chris Wood, Brits musicus (overleden 1983)
- 26 - Bengt Åberg, Zweeds motorcrosser (overleden 2021)
- 26 - Gennadi Zjoeganov, Russisch politicus
- 27 - Will Jennings, Amerikaans songwriter (overleden 2024)
- 27 - Kees Ouwens, Nederlands dichter en romanschrijver (overleden 2004)
- 27 - Patrick Sercu, Belgisch (baan)wielrenner (overleden 2019)
- 28 - Teresa Aquino-Oreta  Filipijns politica (overleden 2020)
- 28 - Otto Hofer, Zwitsers ruiter
- 28 - Luis Nicolao, Argentijns zwemmer
- 29 - Marja Kok, Nederlands actrice en regisseuse
- 30 - Terry Funk, Amerikaans acteur en professioneel worstelaar (overleden 2023)
- 30 - Els Ingeborg Smits, Nederlands actrice (overleden 2011)

### juli
- 2 - Yvonne de Nijs, Nederlands zangeres (overleden 2016)
- 3 - Joeri Istomin, Sovjet-voetballer (overleden 1999)
- 3 - Cornelis Le Mair, Nederlands kunstschilder
- 5 - Geneviève Grad, Frans actrice (overleden 2024)
- 6 - Bernhard Schlink, Duits schrijver
- 6 - Christiaan Vandenbroeke, Vlaams historicus, hoogleraar en politicus (overleden 2007)
- 7 - Babá, Braziliaans voetballer
- 7 - Jürgen Grabowski, Duits voetballer (overleden 2022)
- 7 - Araquem de Melo, Braziliaans voetballer (overleden 2001)
- 12 - Kees 't Hart, Nederlands schrijver, dichter en literatuurcriticus
- 12 - Rinus van Schendelen, Nederlands politicoloog (overleden 2024)
- 14 - Aad Mansveld, Nederlands voetballer en voetbaltrainer (overleden 1991)
- 14 - Ced Ride, Curaçaos zanger en kunstschilder (overleden 2021)
- 14 - Ernő Rubik, Hongaars uitvinder van de Rubik-kubus
- 14 - Walter Tournier, Uruguayaans maker van met name animatiefilms
- 17 - Jean-Claude Brisseau, Frans filmregisseur (overleden 2019)
- 17 - Jan Hendrikx, Nederlands politicus en burgemeester (overleden 2021)
- 17 - Catherine Schell, Brits-Hongaars actrice
- 17 - Carlos Alberto Torres, Braziliaans voetballer en voetbalcoach (overleden 2016)
- 18 - David Hemery, Brits atleet
- 21 - John Atta Mills, Ghanees politicus (overleden 2012)
- 21 - Neeltje Maria Min, Nederlands dichteres
- 22 - Rick Davies, Brits zanger en pianist, mede-oprichter en bandlid van Supertramp
- 22 - Peter Jason, Amerikaans acteur (overleden 2025)
- 24 - Peter Masseurs, Nederlands trompettist (overleden 2019)
- 24 - Daniel Morelon, Frans baanwielrenner
- 24 - Jan-Carl Raspe, Duits terrorist (overleden 1977)
- 24 - Maya Wildevuur, Nederlands schilderes en tectielkunstenares (overleden 2023)
- 26 - Betty Davis, Amerikaans funk-, rock- en soulzangeres (overleden 2022)
- 26 - Christian Fechner, Frans filmproducent (overleden 2008)
- 26 - Ann-Christine Nyström, Fins zangeres (overleden 2022)
- 27 - Marlène Charell, Duits danseres, zangeres en presentatrice
- 27 - Philip Freriks, Nederlands journalist, nieuwslezer en presentator
- 27 - Bobbie Gentry, Amerikaans countryzangeres
- 27 - Barbara Thompson, Brits fusion- en jazzmuzikante (overleden 2022)
- 28 - Jozo Križanović, Kroatisch politicus (overleden 2009)
- 29 - Ellen van Hoogdalem-Arkema, Nederlands burgemeester (overleden 2020)
- 29 - Hidde Maas, Nederlands acteur
- 30 - Jimmy Cliff, Jamaicaans reggaezanger
- 30 - Anne Fausto-Sterling, Amerikaans seksuoloog
- 30 - Henk van Hoorn, Nederlands radiomaker
- 31 - Geraldine Chaplin, Amerikaans actrice
- 31 - Paolo Pileri, Italiaans motorcoureur (overleden 2007)

### augustus
- 1 - Elske ter Veld, Nederlands politica (overleden 2017)
- 2 - Peter Buckley, Manx wielrenner (overleden 1969)
- 3 - Antoon Hurkmans, Nederlands R.K. bisschop
- 3 - Cas Janssens, Nederlands voetballer (overleden 2024)
- 4 - Richard Belzer, Amerikaans stand-upcomedian en acteur (overleden 2023)
- 4 - Bertrand De Decker, Belgisch atleet
- 4 - Orhan Gencebay, Turks zanger en acteur
- 5 - André Laurier, Nederlands pater en geweldsslachtoffer (overleden 2004)
- 7 - Jan Krikken, Nederlands entomoloog (overleden 2022)
- 7 - Nicholas de Lange, Brits historicus, rabbijn, taalkundige en vertaler
- 7 - Dave Morgan, Brits autocoureur (overleden 2018)
- 7 - Robert Mueller, Amerikaans bestuurder (hoofd FBI) en speciaal aanklager
- 8 - John Holmes, Amerikaans pornoster (overleden 1988)
- 9 - Gerrit Jan Wolffensperger, Nederlands politicus
- 11 - Dzintra Grundmane, Sovjet- en Letse basketbalspeler (overleden 2024)
- 15 - Gianfranco Ferré, Italiaans modeontwerper (overleden 2007)
- 15 - Thierry Rijkhart de Voogd, Frans-Nederlandse schilder (overleden 1999)
- 15 - Thor Spydevold, Noors voetballer (overleden 2024)
- 15 - Sylvie Vartan, Frans actrice en zangeres
- 16 - Kevin Ayers, Brits musicus (overleden 2013)
- 16 - Emile Fallaux, Nederlands journalist en programmamaker
- 16 - Veerle Wijffels, Vlaams actrice
- 17 - Larry Ellison, Amerikaans zakenman
- 18 - Oscar Brashear, Amerikaans jazztrompettist (overleden 2023)
- 18 - Michel Jager, Nederlands burgemeester en politicus (overleden 2023)
- 18 - Volker Lechtenbrink, Duits acteur, regisseur, tekstdichter en schlagerzanger (overleden 2021)
- 18 - Karin Meerman, Nederlands actrice
- 18 - James Michel, Seychels politicus
- 20 - Fausta Morganti, San Marinees politica (overleden 2021)
- 20 - Michael B. Tretow, Zweeds platenproducent, muzikant en componist (overleden 2025)
- 21 - Henk Lemckert, Nederlands schrijver, ondernemer en organist
- 21 - Alex Posthuma, Nederlands volleyballer (overleden 2010)
- 22 - Roger King, Amerikaans tv-producent (overleden 2007)
- 22 - Eduardo Luján Manera, Argentijns voetballer (overleden 2000)
- 24 - Tony Amendola, Amerikaans acteur
- 25 - Pat Martino, Italiaans-Amerikaans jazzgitarist (overleden 2021)
- 26 - Chiel Montagne, Nederlands televisie- en radiopresentator (overleden 2025)
- 26 - Jan van Veen, Nederlands radio-dj en -presentator (overleden 2024)
- 27 - Tim Bogert, Amerikaans rockzanger en -bassist (overleden 2021)
- 27 - Jan Bols, Nederlands schaatser
- 28 - Marianne Heemskerk, Nederlands zwemster
- 28 - Rob van de Meeberg, Nederlands acteur, cabaretier en zanger
- 29 - Frans Bromet, Nederlands televisieprogrammamaker en cameraman
- 30 - Freek de Jonge, Nederlands cabaretier
- 30 - John Surman, Engels jazzsaxofonist, basklarinettist, synthesizerspeler en jazzcomponist

### september
- 2 - Johny Thio, Belgisch voetballer (overleden 2008)
- 3 - Jacq Vogelaar, Nederlands dichter, schrijver en literatuurcriticus (overleden 2013)
- 4 - Tony Atkinson, Brits econoom (overleden 2017)
- 5 - Gareth Evans, Australisch politicus
- 5 - Hans van Heelsbergen, Nederlands ondernemer
- 5 - Lolle van Houten, Nederlands bokser (overleden 2008)
- 6 - Christian Boltanski, Frans beeldend kunstenaar, fotograaf en filmmaker (overleden 2021)
- 6 - Wolfgang Steinmayr, Oostenrijks wielrenner
- 7 - Bora Milutinović, Servisch voetballer en voetbaltrainer
- 8 - Sylvie Hülsemann, Luxemburgs waterskiester
- 9 - Flávio Almeida da Fonseca, Braziliaans voetballer
- 9 - Olga de Haas, Nederlands balletdanseres (overleden 1978)
- 9 - Hans 't Mannetje, Nederlands beeldhouwer (overleden 2016)
- 11 - Freddy Thielemans, Belgisch politicus; burgemeester van Brussel 2001-2013 (overleden 2022)
- 12 - Yoshio Kikugawa, Japans voetballer (overleden 2022)
- 13 - Jacqueline Bisset, Frans actrice
- 13 - Peter Cetera, Amerikaans zanger
- 14 - Günter Netzer, Duits voetballer
- 15 - Hans Ree, Nederlands schaker
- 15 - Graham Taylor, Engels voetballer en voetbalcoach (overleden 2017)
- 16 - Nico de Bree, Nederlands voetballer (overleden 2016)
- 16 - Tomas Ross, Nederlands journalist en schrijver
- 16 - Ard Schenk, Nederlands schaatser
- 17 - Bertalan Bicskei, Hongaars voetballer en voetbalcoach (overleden 2011)
- 17 - Reinhold Messner, Italiaans bergbeklimmer
- 18 - Ton Anbeek, Nederlands schrijver en literatuurwetenschapper
- 18 - Rocío Jurado, Spaans actrice en zangeres (overleden 2006)
- 20 - Thomas Phillip O'Neill III, Amerikaans politicus en ondernemer
- 22 - Richard Robarts, Brits autocoureur
- 23 - An Hermans, Belgisch politica, bestuurster en hoogleraar
- 23 - Peter Nottet, Nederlands langebaanschaatser
- 23 - Roelof Veld, Nederlands atleet
- 24 - Bernd Bransch, Oost-Duits voetballer (overleden 2022)
- 25 - Michael Douglas, Amerikaans acteur
- 26 - Anne Robinson, Brits journaliste en televisiepresentatrice
- 28 - Miloš Zeman, Tsjechisch politicus; president sinds 2013
- 29 - Dave Colman, Brits radio-dj
- 29 - Ralf Drecoll, Duits hoogspringer
- 30 - Jean-Louis Debré, Frans politicus (overleden 2025)
- 30 - Eduard Bomhoff, Nederlands econoom, columnist en minister
- 30 - Jan Klein, Nederlands schrijver (overleden 2000)
- 30 - Joop van Tellingen, Nederlands paparazzo en glamourfotograaf (overleden 2012)

### oktober
- 2 - Ton Koopman, Nederlands musicus
- 2 - Vernor Vinge, Amerikaans sciencefictionschrijver en wiskundige (overleden 2024)
- 2 - Alzjan Zjarmoechamedov, Kazachs basketballer (overleden 2022)
- 3 - Pierre Deligne, Belgisch wiskundige
- 3 - Roy Horn, Duits-Amerikaans illusionist (overleden 2020)
- 4 - Valerij Porkoejan, Sovjet-Oekraïens voetballer en trainer
- 5 - Benk Korthals, Nederlands politicus
- 5 - Hans Nieuwenhuis Nederlands hoogleraar privaatrecht (overleden 2015)
- 6 - Carlos Pace, Braziliaans autocoureur (overleden 1977)
- 8 - Maurice Bodson, Waals politicus (overleden 2020)
- 9 - John Entwistle, Brits bassist (overleden 2002)
- 9 - Nona Hendryx, Amerikaans muzikante, schrijfster en actrice
- 10 - Ronnie Boomgaard, Nederlands voetballer (overleden  2023)
- 10 - Juul Kabas, Belgisch volkszanger (overleden 2022)
- 10 - Petar Zjekov, Bulgaars voetballer (overleden 2023)
- 13 - Jörg Berger, Duits voetbaltrainer en voetballer (overleden 2010)
- 14 - Şerif Gören, Turks filmregisseur (overleden 2024)
- 15 - Haim Saban, Egyptisch-Amerikaans mediamagnaat en musicus
- 15 - David Trimble, leider van de protestanten in Noord-Ierland en Nobelprijswinnaar (overleden 2022)
- 16 - Gretta Kok, Nederlands zwemster
- 16 - Kaizer Motaung, Zuid-Afrikaans voetballer en voetbalcoach
- 18 - Ramón Aguirre Suárez, Argentijns voetballer (overleden 2013)
- 18 - Finn Seemann, Noors voetballer (overleden 1985)
- 19 - Hugo Gatti, Argentijns voetballer (overleden 2025)
- 19 - George McCrae, Amerikaans zanger
- 20 - Louise Fricq, Belgisch atlete
- 22 - Voltaire Gazmin, Filipijns minister en generaal
- 22 - Raoul Lambert, Belgisch voetballer
- 22 - Joos Truijen, Nederlands burgemeester (overleden 2024)
- 25 - Jon Anderson, Brits zanger
- 25 - Erik Bang, Deens schaker
- 27 - Marilou Mermans, Vlaams actrice
- 28 - Coluche, Frans komiek en acteur (overleden 1986)
- 28 - Dennis Franz, Amerikaans acteur
- 28 - Ton Thie, Nederlands voetbaldoelman (overleden 2021)
- 29 - Denny Laine, Brits zanger en muzikant (overleden 2023)
- 29 - Robbie van Leeuwen, Nederlands gitarist
- 29 - Fausto Leali, Italiaans zanger
- 29 - Nelson Motta, Braziliaans producent en schrijver
- 30 - Ahmed Chalabi, Iraaks politicus (overleden 2015)
- 30 - Džemaludin Mušović, Joegoslavisch voetballer en voetbalcoach
- 30 - José-Miguel Ullán, Spaans dichter en kunstcriticus (overleden 2009)
- 31 - Bob Day, Amerikaans atleet (overleden 2012)

### november
- 2 - Keith Emerson, Brits toetsenist (Emerson, Lake & Palmer) (overleden 2016)
- 3 - Jan Boerstoel, Nederlands dichter en tekstschrijver
- 4 - Willem Breuker, Nederlands saxofonist en componist (overleden 2010)
- 4 - Roelof van Driesten, Nederlands dirigent en violist (overleden 2022)
- 4 - Linda Gary, Amerikaans stemactrice (overleden 1995)
- 4 - Scherrie Payne, Amerikaans zangeres (The Supremes)
- 5 - Antoon Honings, Nederlands voetballer (overleden 2024)
- 7 - Harry Hestad, Noors voetballer
- 7 - Johan Ooms, Nederlands acteur (overleden 2020)
- 7 - Luigi Riva, Italiaans voetballer (overleden 2024)
- 9 - Herbert Wimmer, Duits voetballer
- 10 - Tim Rice, Brits liedjesschrijver
- 11 - Luc Legros, Belgisch atleet
- 11 - Kemal Sunal, Turks acteur (overleden 2000)
- 12 - Johnny van Doorn, Nederlands dichter en performer (overleden 1991)
- 13 - Roswitha Emonts-Gast, Belgisch atlete
- 13 - Fernando Venâncio, Portugees Nederlands  schrijver en academicus (overleden 2025)
- 13 - Timmy Thomas, Amerikaans zanger, toetsenist en tekstschrijver (overleden 2022)
- 14 - Mike Katz, Amerikaans bodybuilder
- 14 - Tom McEvoy, Amerikaans pokerspeler
- 15 - Joy Fleming, Duits zangeres (overleden 2017)
- 17 - Danny DeVito, Amerikaans acteur
- 17 - Rem Koolhaas, Nederlands architect
- 20 - Henk Alkema, Nederlands componist, pianist en muziekpedagoog (overleden 2011)
- 20 - Ernie Brunings, Surinaams politicus en bioloog (overleden 2007)
- 22 - Priscilla Welch, Brits atlete
- 23 - Flip Stapper, Nederlands voetballer (overleden 2021)
- 23 - José Toirkens, Nederlands journaliste (overleden 1993)
- 24 - Jules Deelder, Nederlands dichter (overleden 2019)
- 25 - Maarten 't Hart, Nederlands schrijver
- 26 - Eddy Rombaux, Belgisch atleet
- 26 - Ans Schut, Nederlands schaatsster
- 26 - Jean Terrell, Amerikaans R&B-, jazz- en soulzangeres (The Supremes)
- 27 - Rudolf Mitteregger, Oostenrijks wielrenner (overleden 2024)
- 28 - Rita Mae Brown, Amerikaans (scenario)schrijfster
- 29 - Twink, Brits singer-songwriter, drummer en acteur

### december
- 1 - Salvador Cañellas, Spaans motorcoureur
- 2 - Ibrahim Rugova, Kosovaars-Albanees politicus (overleden 2006)
- 2 - Botho Strauß, Duits schrijver
- 4 - Anna McGarrigle, Canadees zangeres
- 4 - François Migault, Frans autocoureur (overleden 2012)
- 5 - Jeroen Krabbé, Nederlands acteur en filmregisseur
- 6 - Rita Deneve, Vlaams zangeres (overleden 2018)
- 7 - Jimmy Chagra, Amerikaans misdadiger (overleden 2008)
- 7 - Hanny Vree, Nederlands actrice en danseres
- 8 - George Baker (Hans Bouwens), Nederlands zanger
- 9 - Neil Innes, Brits komiek en muzikant (overleden 2019)
- 9 - Vasso Papandréou, Grieks politica (overleden 2024)
- 11 - Brenda Lee, Amerikaans zangeres
- 11 - Teri Garr, Amerikaans actrice (overleden 2024)
- 13 - Dick Dees, Nederlands politicus
- 15 - Jelle Kuiper, Nederlands politiefunctionaris (overleden 2011)
- 15 - Morgan Paull, Amerikaans acteur (overleden 2012)
- 16 - John Abercrombie, Amerikaans jazz-gitarist (overleden 2017)
- 16 - N!Xau, Namibisch Bosjesman die de hoofdrol speelde in de film The Gods Must Be Crazy (overleden 2003)
- 16 - Roeland Nolte, Nederlands hoogleraar scheikunde (overleden 2024)
- 17 - Ferenc Bene, Hongaars voetballer (overleden 2006)
- 17 - Bernard Hill, Brits acteur (overleden 2024)
- 17 - Dick Swaab, Nederlands arts en neurobioloog
- 18 - Loek Duyn, Nederlands politicus
- 19 - Richard Leakey, Keniaans natuurbeschermer en politicus (overleden 2022)
- 19  - Heinz-Günter Prager, Duits beeldhouwer, tekenaar en grafisch kunstenaar (overleden 2025)
- 22 - Mo Foster, Brits basgitarist (overleden 2023)
- 22 - Barry Jenkins, Brits drummer
- 23 - Enneüs Heerma, Nederlands politicus (overleden 1999)
- 23 - Hans Tentije (Johann Krämer), Nederlands dichter (overleden 2023)
- 24 - Paulo Luís Borges, Braziliaans voetballer (overleden 2011)
- 24 - Woody Shaw, Amerikaans jazztrompettist (overleden 1989)
- 25 - Martin Gaus, Nederlands honkballer, publicist en tv-presentator
- 27 - Mick Jones, Brits gitarist
- 27 - Paul Natte, Nederlands musicus, arrangeur, producent en componist
- 28 - Antoine Bodar, Nederlands priester, schrijver en kunsthistoricus
- 28 - Troetje Loewenthal, Antilliaans feminist
- 28 - Kary Mullis, Amerikaans biochemicus en Nobelprijslaureaat (overleden 2019)
- 29 - Barber van de Pol, Nederlands schrijfster en vertaalster
- 30 - Patrick Topaloff, Frans zanger en acteur (overleden 2010)
- 31 - André De Witte, Belgisch R.K. bisschop van Ruy Barbosa in Brazilië (overleden 2021)

### datum onbekend
- Timothy Akis, Papoea-Nieuw-Guinees kunstenaar (overleden 1984)
- El Anatsui, Ghanees beeldhouwer
- Toni Boumans, Nederlands journaliste, documentairemaakster en auteur
- Rik Devillé, Belgisch priester en activist
- Emanuele Pellucci, Italiaans journalist
- Marlies Philippa, Nederlands historisch taalkundige en schrijfster
- Piet de Rooy, Nederlands geschiedkundige en hoogleraar
- Mariolein Sabarte Belacortu, Nederlands literair vertaalster uit het Spaans
- Rinus van Schendelen, Nederlands politicoloog
- Jan de Vries, Nederlands voetballer
- Theun de Winter, Nederlands journalist, dichter en tekstschrijver